# 서울명덕초등학교

서울명덕초등학교는 대한민국 서울특별시 강동구 고덕동에 있는 공립 초등학교이다.

## 학교 연혁
- 1985년 5월 3일 서울명덕초등학교 개교
- 2010년 9월 30일 다목적강당(한울채) 준공
- 2014년 2월 27일 중앙현관 실내 생태조경 설치
- 2016년 8월 31일 학교 정원 에코스쿨 조성
- 2017년 2월 26일 학생 식당 증축(570석), 신관 증축(12학급)
- 2017년 9월 30일 학습자료지원실 리모델링
- 2018년 2월 28일 서문 통학로 환경개선, 중앙현관 리모델링
- 2019년 1월 31일 느티나리 도서관 리모델링
- 2019년 2월 13일 제33회 졸업식(234명, 누계 7814명)
- 2019년 2월 28일 돌봄교실 리모델링(전용 1실, 겸용 1실)
- 2023년 5월 22일 한울채 옥상 전체 방수공사 완료
- 2023년 7월 8일 본간 앞 유후 공간에 바닥놀이 그림설치
- 2023년 8월 2일 어린이 활동공간 친환경 마감재로 교체
- 2023년 10월 10일 정문 학교보안관실 리모델링
- 2025년 5월 3일 개교 40주년

## 학교 상징
- 교화 - 개나리 : 개나리처럼 꿈과 희망을 갖고 밝고 명랑하게 자라는 어린이를 상징
- 교목 - 느티나무 : 느티나무처럼 굳센 의지와 폭넓은 마음으로 슬기롭게 자라는 어린이를 상징
- 캐릭터 - 느티나리 : 슬기롭고 멋진 명덕(明德)어린이를 상징

## 참고 자료
- 서울명덕초등학교 - 한국교육학술정보원 학교알리미